# Der liebe Augustin

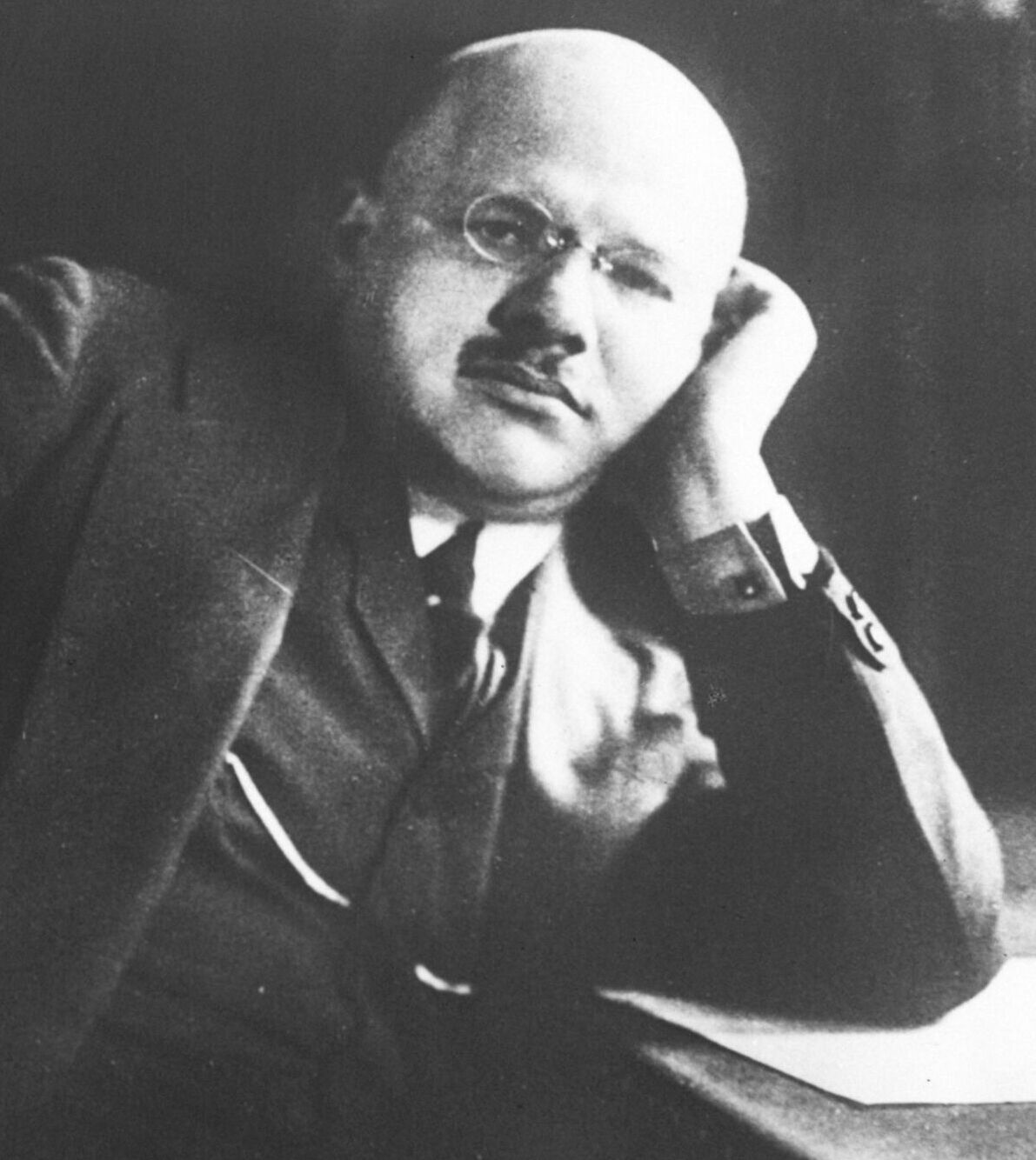
Leo Fall

Der liebe Augustin (Den käre Augustin) är en operett i tre akter med musik av Leo Fall. Librettot skrevs av Ernst Welisch och Rudolf Bernauer. Verket tillhör den så kallade Operettens silverålder.

## Historia
Efter att Leo Falls opera Irrlicht gjort fiasko i Mannheim 1905 försökte han lyckan med att skriva operetter. Samma år kom hans första verk i denna genre ut i Wien: Der Rebell. Den var dock inte bättre och möttes med ogillande från publiken. Fall lät sig dock inte avskräckas. Med sin andra operett Der fidele Bauer 1907 ville han åtminstone uppnå en aktningsvärd framgång. Men det visade sig mycket bättre: operetten blev en världssuccé. Efter att han också lyckats med sina följande operetter Dollarprinsessan (1907) och Frånskilda frun (1908) hemsöktes han av misslyckade minnen från fiaskot 1905. Han reviderade Der Rebell grundligt och kallade den nu Der liebe Augsutin. I den här versionen fick operetten äntligen den förtjänade framgången vid premiären den 3 februari 1912 på Neues Theater am Zoo i Berlin. I rollen som prinssessan Helene framträdde Falls primadonna Fritzi Massary.
Der liebe Augustin blev en framgång i Berlin men endast en mindre succé i England (som Princess Caprice) och USA (som Miss Caprice). Till versionen i New York 1913 bidrog kompositören Jerome Kern med musiknummer.
I Sverige spelades Den käre Augustin på Oscarsteatern i Stockholm med premiär den 6 december 1912 och i regi av Carl Grabow.

## Personer
- Helene (Sopran)
- Augustin Hofer, kallad "Den käre Augustin", Musiklärare (Tenor)
- Jasomirgott, Helenes kammarherre (Baryton)
- Anna, dennes dotter (Subrett)
- Bogumil, Regent i Thessalien, Helenes onkel (Bas)
- Fänrik Pips (Subrette)
- Furste Nicola von Mikolic (Tenorbuffo)
- Ministerpresident Gjuro (Tenor)
- Överste Mirko (Baryton)
- Kapten Burko (Baryton)
- Kronofogde (Tenor)
- Lekmannabroder Matthäus (Bas)
- Två tjänare (Tenor och bas)
- Två ämbetsmän (Tenor och bas)
- Fyra officerare (Tenor och bas)

## Handling
Operetten utspelas i det fiktiva furstendömet Thessalien på Balkan i början av 1900-talet.
20 år har gått sedan Nicola gjorde en statskupp mot den rättmätige regenten Bogumil. Först såg det ut som att kuppen skulle lyckas. Rebellen och hans hjälpare ockuperade det furstliga slottet och drev Bogumil ut ur landet. Den natten föddes två barn på slottet: Både Bogumils fru och hustrun till betjänten Jasomirgott födde en dotter. Prinsessan hette Helene och det andra barnet fick namnet Anna. Det dröjde inte länge innan Bogumil lyckades återta kontrollen över det lilla furstendömet. Men han har inte haft tur med hushållning sedan dess. Folket skällde ut honom för en hänsynslös sparsamhet.
För att förhindra nationell konkurs ser Bogumil bara en chans: hans dotter Helene måste gifta sig med den tidigare motståndare Nicola; då denne badar i pengar. Han erbjuder Nicola att avstå från tronen till hans fördel om han skulle ge honom en furstlig kontantpension i gengäld.
När prinsessan informeras om sin fars avsikt är hon långt ifrån nöjd. Hon hatar hovet och vill gärna leva ett borgerligt liv långt bort från slottet med sin musiklärare, "den kära Augustin". Men även Nicola saknar känslor för Helene. Han skulle mycket hellre låta den ambitiösa Anna bli hans hustru. På råd av sin far ska hon i sin tur gifta sig med musikläraren Augustin, men han är inte tillräckligt bra för hennes del. Efter att ha övertalats förklarar Helene sig äntligen - om än motvilligt - redo att förlova sig med Nicola. Men han vill inte klara sig utan Anna och utser henne till prinsessans ”hedersdam”. Helene ser detta som en förolämpning.
Bröllopet förbereds på Bogumils slott. Lekbrodern Matthäus från klostret intill är också inbjuden som gäst. Han berättar för bröllopsfesten att han fortfarande kan komma ihåg när prinsessan föddes den revolutionära natten och omedelbart döptes. Hon har ett märkbart stort födelsemärke som är graverat i hans minne. Nu inser alla att de två barnen togs fel då. Så i verkligheten är Anna prinsessan och Helene dotter till betjänaren. Under dessa omständigheter kommer naturligtvis ingenting att komma från det planerade bröllopet. Men Helene är överlycklig över att hon inte behöver bli Nicolas fru och får istället ta sin musiklärare, kära Augustin, som man.

## Musikstycken (urval)
- Lass dir Zeit
- Und der Himmel hängt voller Geigen, wenn der Flieder blüht in den Zweigen (Duett)
- Wo steht denn das geschrieben?
- Heut Nacht, nach acht